# اچ‌اس‌دابلیوام‌اس ویسبورگ (ای۲۶۵)
اچ‌اس‌دابلیوام‌اس ویسبورگ (ای۲۶۵) (به انگلیسی: HSwMS Visborg (A265)) یک کشتی است که طول آن 92.4m می‌باشد. این کشتی در سال ۱۹۷۴ ساخته شد.